# République parthénopéenne
Pour les articles homonymes, voir République napolitaine.
janvier – juin 1799
Entités précédentes :
- Royaume de Naples

Entités suivantes :
- Royaume de Naples

La République parthénopéenne ou napolitaine est une république sœur de la République française. Elle est proclamée le 21 janvier 1799 à Naples par les troupes françaises commandées par le général Championnet, qui s'est rendu maître de la ville gouvernée jusque-là par le roi Ferdinand IV. Le monarque prend la fuite sur un navire britannique, mais parvient à recouvrer son trône cinq mois plus tard, mettant fin à l'éphémère république le 24 juin.
Le terme parthénopéen vient de Parthénope, une sirène légendaire dont le culte était célébré dans l'antique Néapolis. C'est en déterrant ce nom dans l'histoire ancienne que la république fut nommée.

## Contexte historique

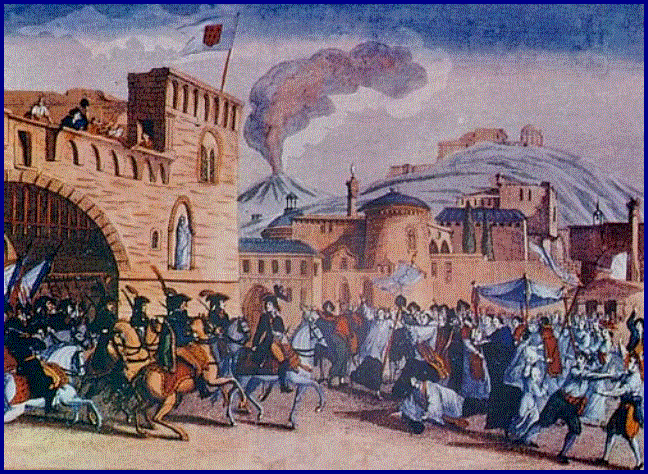
Entrée de l’armée française du général Championnet à Naples le 23 janvier 1799.

Après le traité de Campo-Formio (1797), l'Europe peut rêver de paix. Mais, à peine Bonaparte parti en Égypte à la poursuite de ses rêves de conquérant de l'Orient, la guerre reprend. La Deuxième Coalition, conduite par le tsar Paul Ier et regroupant Russie, Autriche, Grande-Bretagne, Turquie et Naples décide de s'opposer à la politique de diffusion de la Révolution, sous forme de « républiques-sœurs » (Suisse, Ligurie, Cisalpine...), menée par le Directoire.
En 1798, le roi Ferdinand IV, encouragé par son épouse Marie-Caroline d'Autriche et par l’amiral britannique Nelson, engage le royaume de Naples dans une guerre contre la France. Au début victorieuse, cette aventure se termine par un désastre. À la suite des combats qui se déroulent les 22 et 23 janvier 1799, les troupes françaises entrent dans Naples sous les accents d'un hymne composé par Cimarosa, résolument antimonarchiste, tandis que la cour fuit à Palerme.
Les troupes françaises, soutenues par un groupe de jeunes Napolitains, intellectuels et gens du peuple, proclament en janvier 1799 la « République parthénopéenne » dans la partie continentale du royaume de Bourbon de Naples.
Celle-ci vient s'ajouter en Italie à la République romaine créée en 1798, ainsi qu'aux créations antérieures de Bonaparte, les républiques ligure et cisalpine, constituant un véritable glacis de « républiques-sœurs ».

## Gouvernement
Le nouveau gouvernement s'attacha presque immédiatement à construire un nouvel ordre républicain, tel que l'abolition de la féodalité et la suppression des fiefs. Une première loi du 9 février 1799 (21 pluviôse VII) divisait le territoire de la nouvelle République en onze départements, eux-mêmes divisés en cantons et municipalités. À l'instar de ce qui s'était fait en France, la nouvelle subdivision bouleversait de fond en comble l'organisation territoriale séculaire.
Le gouvernement républicain exerçait de façon diffuse son autorité sur les provinces de l'ancien royaume. À Crotone, le dirigeant des troupes rebelles était le maire Francesco Antonio Lucifero qui sera exécuté par les sanfédistes. Certaines retombèrent très vite sous la coupe d'une résistance royaliste et catholique. Le nouvel échafaudage administratif, trop novateur, donnait le flanc aux critiques et rebutait. Un projet de constitution (jamais adopté) élaboré par Francesco Mario Pagano prévoyait d’aller encore plus loin avec la création de 17 départements. Mais le commissaire français auprès du gouvernement napolitain, Abrial, pour donner une nouvelle chance au nouvel échafaudage territorial, fit adopter une nouvelle loi, le 4 mai 1799, qui divisait le territoire en 13 départements, cette fois directement héritiers des anciennes provinces royales. Il était cependant trop tard.

## Fin de la république

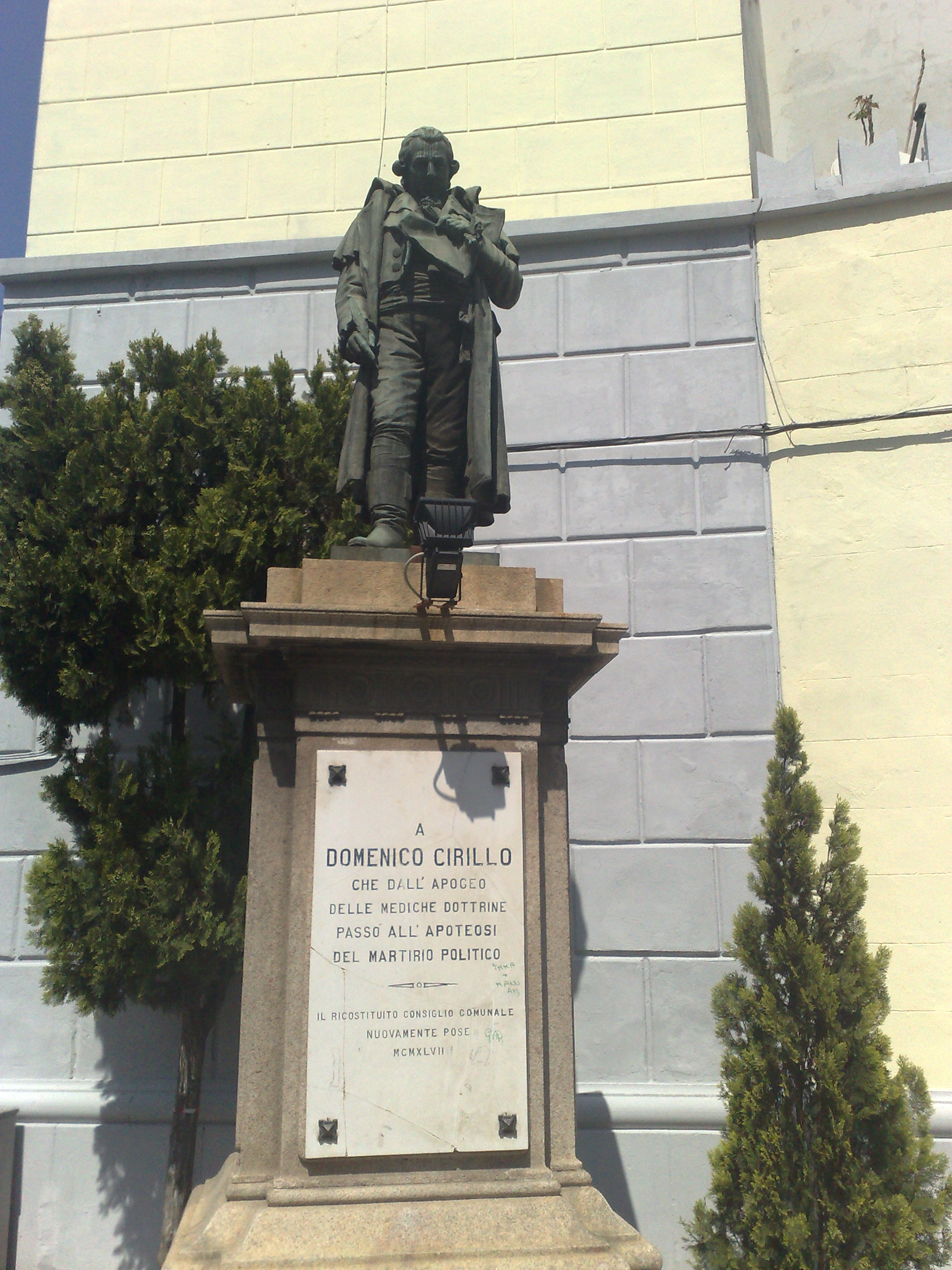
Statue de Domenico Cirillo, martyr de la République parthénopéenne.

Cependant, Bonaparte échouait devant les remparts de Saint-Jean-d’Acre en Terre sainte, la flotte britannique s’était emparée de Malte et de Minorque et une escadre russe avait débarqué aux îles Ioniennes, bloquant la progression de la flotte française en Méditerranée.

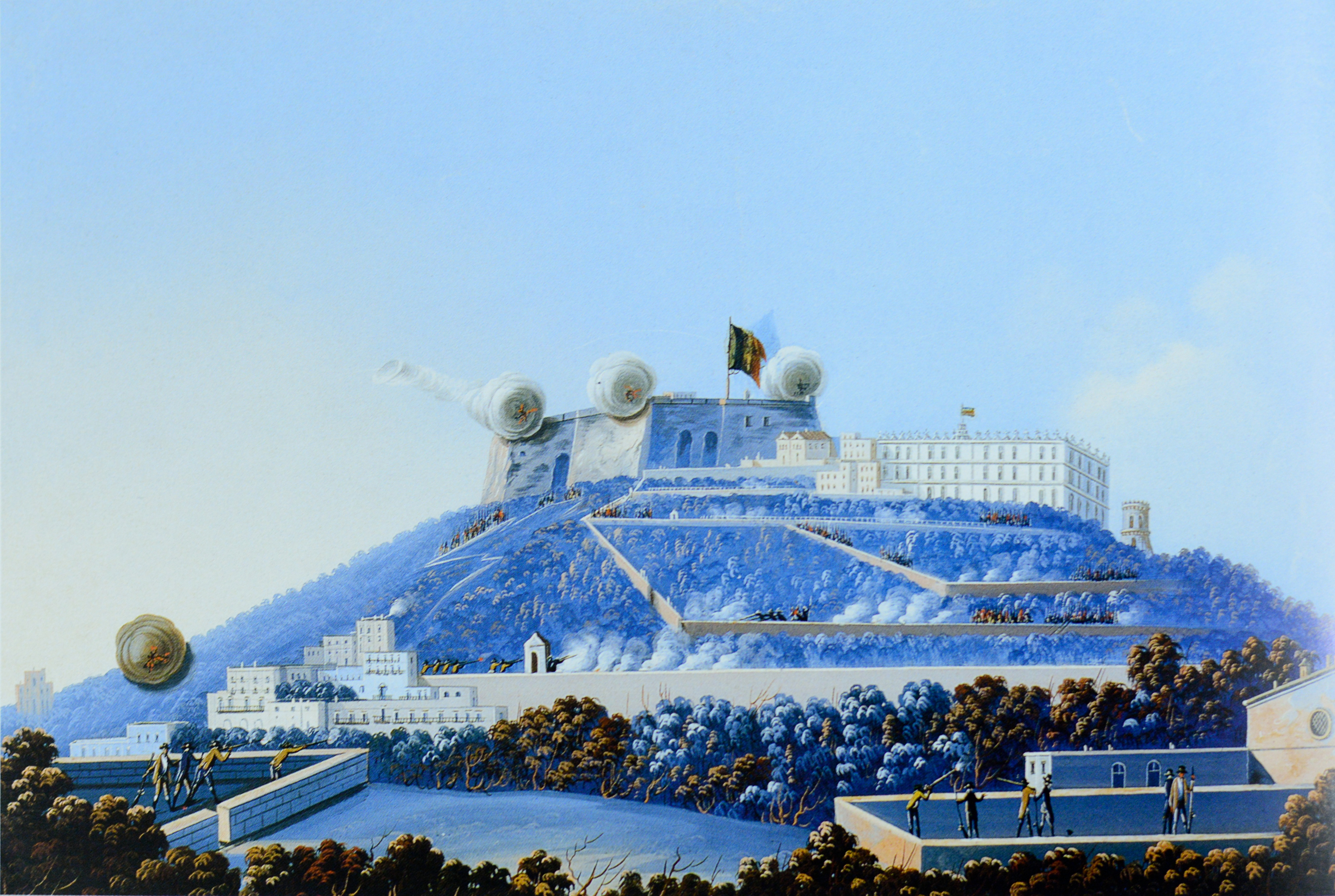
La prise de fort Sant'Elmo en 1799.

L'armée de Naples de Macdonald, rappelé d'urgence pour soutenir Moreau attaqué par le général russe Souvorov dans la plaine du Pô, abandonna le sud de l'Italie en ne laissant que quelques faibles garnisons et évacua Naples le 7 mai. Après son départ, Britanniques, partisans du royaume de Naples et insurgés prirent le contrôle de tout le sud de la péninsule. Le cardinal Ruffo, qui avait organisé les troupes insurgées sanfédistes, proposa un armistice généreux garantissant la vie sauve aux chefs républicains et les royalistes reprirent possession de la ville.
Mais Ferdinand IV, encouragé par l'amiral britannique Horatio Nelson, parjura son engagement, des massacres furent perpétrés, et bon nombre de partisans républicains furent exécutés. Les principaux chefs de la Révolution, dont l'amiral Francesco Caracciolo et Ettore Carafa furent exécutés après des jugements hâtifs. Le 24 juin 1799, l'éphémère république a cessé d'exister.
Les relations entre la France et le royaume des Deux-Siciles sont rétablies par l'armistice de Foligno, conclu par Bonaparte le 9 février 1801. Ce dernier signe, quelques semaines plus tard, le traité de Florence (28 mars 1801) qui cède à la France Piombino et l'île d'Elbe et engage Naples dans une alliance contre les Britanniques.

## Postérité
Alexandre Dumas a décrit cet épisode historique peu connu dans son roman La San-Felice.
Ippolito Nievo fait une large place à la République parthénopéenne dans son roman, Les Confessions d'un Italien, publié en 1867, où le héros s'engage dans les légions d'Ettore Carafa pour libérer Naples.
La République parthénopéenne est longtemps restée source d'inspiration et de nostalgie pour les romantiques italiens du XIXe siècle, à la suite de la restauration bourbonienne de 1815.